# Tramelan

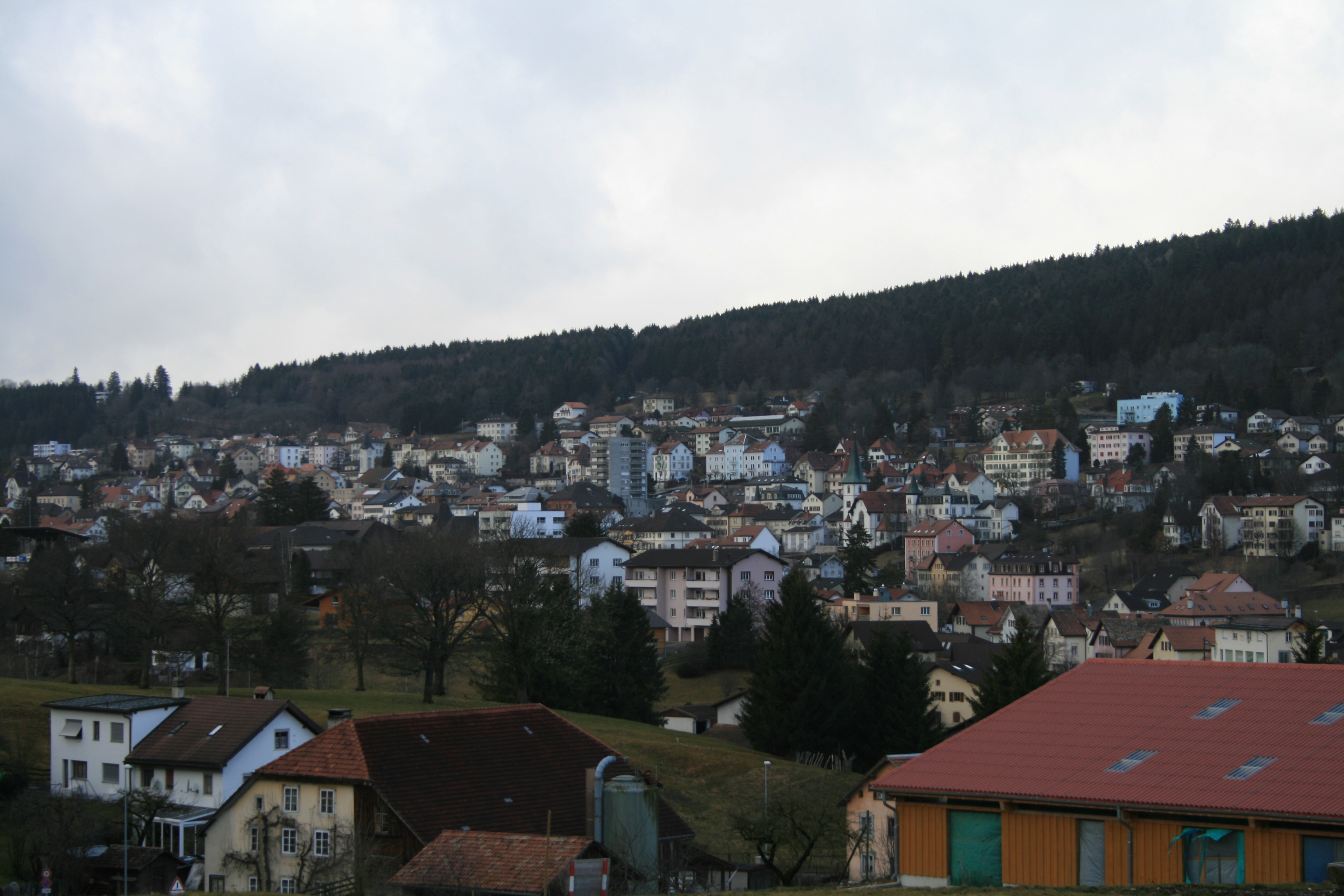
Vista general

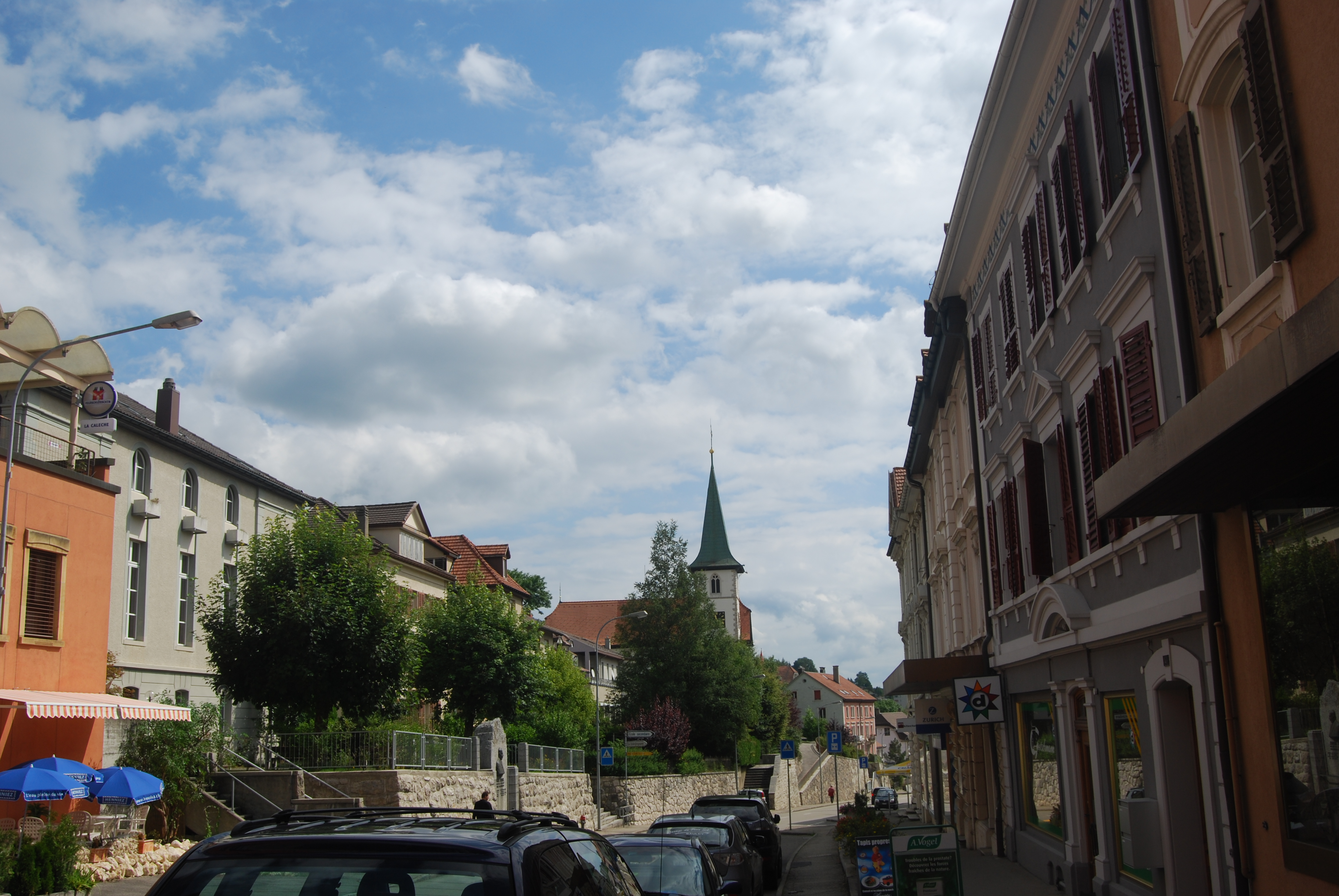
Tramelan

Tramelan és un municipi del cantó de Berna (Suïssa), situat al districte de Courtelary.

## Personatges il·lustres
- Charles Albert Gobat (1843-1914), polític, Premi Nobel de la Pau de l'any 1902.